# Тарі (Папуа Нова Гвінея)
Тарі (англ. Tari, ток-пісін Tari) — місто в Папуа Новій Гвінеї, адміністративний центр провінції Гела.

## Географія
Тарі розташований у центрі папуанської частини острова Нова Гвінея на висоті понад півтора кілометри над рівнем моря.

### Клімат
Місто знаходиться у зоні, котра характеризується вологим тропічним кліматом. Найтепліший місяць — січень із середньою температурою 22.2 °C (72 °F). Найхолодніший місяць — липень, із середньою температурою 21 °С (69.8 °F).
| Клімат Тарі             | Клімат Тарі | Клімат Тарі | Клімат Тарі | Клімат Тарі | Клімат Тарі | Клімат Тарі | Клімат Тарі | Клімат Тарі | Клімат Тарі | Клімат Тарі | Клімат Тарі | Клімат Тарі | Клімат Тарі |
| Показник                | Січ.        | Лют.        | Бер.        | Квіт.       | Трав.       | Черв.       | Лип.        | Серп.       | Вер.        | Жовт.       | Лист.       | Груд.       | Рік         |
| Середня температура, °C | 22,2        | 22,1        | 22,2        | 22,1        | 22          | 21,4        | 21          | 21,2        | 21,5        | 21,9        | 22,1        | 22,2        | 21,8        |
| Норма опадів, мм        | 244.6       | 254.5       | 277.2       | 254.8       | 247.9       | 175.3       | 178.1       | 197.4       | 227.7       | 263.3       | 220         | 261.8       | 2802.6      |
| Днів з опадами          | 24,2        | 23,9        | 24,9        | 24          | 24,7        | 24,7        | 24,7        | 22,2        | 21,9        | 21,3        | 21,3        | 22,6        | 280,4       |
| Вологість повітря, %    | 79          | 79.3        | 79.9        | 80          | 82.4        | 82.6        | 83.6        | 81.5        | 79          | 77.3        | 76.7        | 78.3        | 80          |
| ----------------------- | ----------- | ----------- | ----------- | ----------- | ----------- | ----------- | ----------- | ----------- | ----------- | ----------- | ----------- | ----------- | ----------- |
| Джерело: Weatherbase    |             |             |             |             |             |             |             |             |             |             |             |             |             |